# マーク・インデリカート
マーク・インデリカート ( Mark Indelicato、1994年7月16日 -) は、アメリカ合衆国の俳優。ABCのテレビドラマ『アグリー・ベティ』では、ヒロインであるベティの甥で、ファッションにうるさいジャスティン・スアレスを演じている。

## 来歴
ペンシルベニア州フィラデルフィア生まれ。
フィラデルフィアで演技指導を受けた後、ニュージャージー州リンウッドのDupree School of Musicに通う。8歳になってフィラデルフィアのWalnut Street Theaterの舞台に立ち、地元のCMや、CBSのテレビ番組『Hack』、『Chappelle's Show』そして、『アグリー・ベティ』などに出演している。なお、彼は現在演劇専門の高校に通っている。
ディズニー・チャンネルの『スイート・ライフ』で、『ハイスクール・ミュージカル』をテーマにした特別回に出演し、2人のメキシコ人から見たアメリカン・ドリームを描いた映画 Illegal Supermanにも出ることになっている。
2008年10月27日、"Wicked Day"の5周年コンサートでBoqを演じ、好評を博した。また、2009年2月23日にガーシュウィン・シアターで行われた"Defying Inequality"でも同じ役を演じた。

## 出演作品
- ブリザード 凍える秘密 White Bird in a Blizzard (2014)
- Illegal Superman (2008)
- アグリー・ベティUgly Betty (2006 - ) ジャスティン・スアレス
- スイート・ライフ　The Suite Life Of Zack and Cody (2007) (アントニオ役でLip Synchin' in the Rainのみに出演)
- Chappelle's Show (2004) as Kneehigh Park Kid
- Hack (2003) as Berge
- Disposal (2003) 自転車に乗る少年